# 北美足球聯賽 (2011–2017)
北美足球聯賽（英文：North American Soccer League）是美國及加拿大的職業足球聯賽，於2009年成立，曾經被美國足協制定為第二級本土聯賽。2017年美國足協宣佈不再承認北美足球聯賽，自2018年以來一直處於無限期停賽狀態，在大部分球隊離開下NASL實際上已經解散。

## 歷史
2010年，由於對耐克轉讓美國足球聯賽股權的決定不滿，幾支球隊的大股東決定脫離美國足球聯賽，試圖重組1984年因財困而被迫解散的同名聯賽，但是失敗。後來美國足協介入調停，發現這次分裂讓兩個聯賽都沒有足夠的球隊作賽，於是建立了美國足協乙級職業聯賽作為2010年的過渡聯賽。2010賽季結束以後，美國足球聯賽宣佈將原有的甲級聯賽和乙級聯賽合併為「美國足球聯賽職業級聯賽」（USL Pro），而新建的北美足球聯賽則被美國足協制定為乙級聯賽。
2013年，美國職業足球大聯盟和美國足球聯賽簽訂合作協議，將大聯盟後備隊聯賽和美國足球聯賽（職業級聯賽）合二為一。之後，這兩個聯賽開始大規模地對北美足球聯賽進行挖角，包括明尼蘇達聯、坦帕灣暴徒和渥太華暴怒等北美足球聯賽球隊相繼被挖走。
2015年，北美足球聯賽曾致函美國足協時任主席蘇尼爾·古拉提，指責美國足協處處維護美職聯獨大的局面，嚴重違反美國的反托拉斯法。
2017年，美國足球聯賽被美國足協指定為乙級職業聯賽，同一年，美國足協宣佈不再承認北美足球聯賽。作為回應，北美足球聯賽在9月19日發起了針對美國足協的反托拉斯訴訟，同時要求法庭頒佈臨時禁制令，以保留乙級職業聯賽的地位。11月4日，紐約東區聯邦地區法院駁回了臨時禁制令請求。
2018年2月27日，北美足球聯賽宣佈取消2018賽季所有比賽。聯賽旗下的紐約宇宙、邁阿密FC和傑克森維爾無敵艦隊轉投非職業級別的美國全國超級足球聯賽。剩下的球隊當中，三藩市三角洲成為美國近代第一支賽季後解散的衛冕球隊；FC愛民頓則在停擺一年後，於2019年加入新成立的加拿大超級足球聯賽；原定2019賽季加入的新球隊「聖地亞哥1904」試圖加入美國足球聯賽，但被拒絕，後來加入新成立的國家獨立足球協會聯賽。

## 隊伍
| 過往隊伍                      | 過往隊伍                 | 過往隊伍                     | 過往隊伍 | 過往隊伍 | 過往隊伍 | 過往隊伍                         |
| 隊伍                          | 城市                     | 主場                         | 容納人數 | 加入     | 最終球季 | 結果                             |
| ----------------------------- | ------------------------ | ---------------------------- | -------- | -------- | -------- | -------------------------------- |
| 亞特蘭大銀背猩                | 喬治亞州亞特蘭大         | 亞特蘭大銀背猩公園           | 5,000    | 2010     | 2015     | 解散                             |
| FC愛民頓                      | 亞伯達省愛民頓           | 克拉克體育場                 | 5,000    | 2011     | 2017     | 加入加超聯，後解散               |
| 羅德岱堡前鋒                  | 佛羅里達州羅德岱堡       | 舊洛克哈特體育場             | 20,450   | 2010     | 2016     | 解散                             |
| 印城十一人                    | 印第安納州印第安納波利斯 | 印第安納波利斯大學田徑體育場 | 12,100   | 2014     | 2017     | 加入USLC                         |
| 傑克遜維爾無敵艦隊            | 佛羅里達州傑克遜維爾     | 霍吉斯體育場                 | 9,400    | 2015     | 2017     | 加入NPSL                         |
| 邁阿密FC                      | 佛羅里達州邁阿密         | 里卡爾多·席爾瓦體育場        | 20,000   | 2016     | 2017     | 加入NPSL，後加入NISA，現加盟USLC |
| 明尼蘇達聯                    | 明尼蘇達州布萊恩         | 美國國家體育中心             | 8,500    | 2010     | 2016     | 加入MLS                          |
| 蒙特利尔冲击                  | 魁北克省蒙特婁           | 薩普托體育場                 | 13,034   | 2011     | 2011     | 加入MLS                          |
| 紐約宇宙                      | 紐約州布魯克林區         | 米切爾多用途體育中心         | 7,000    | 2013     | 2017     | 加入NPSL，現加盟NISA             |
| 卡羅萊納鐵路之鷹/北卡羅萊納FC | 北卡羅萊納州卡瑞         | WakeMed足球公園              | 10,000   | 2010     | 2017     | 加入USLC                         |
| 渥太華暴怒                    | 安大略省渥太華           | TD花園體育場                 | 24,000   | 2014     | 2016     | 加入USLC，後解散                 |
| 波多黎各FC                    | 波多黎各巴亚蒙           | 胡安·拉蒙·樓布里埃爾體育場   | 22,000   | 2016     | 2017     | 解散                             |
| 波多黎各島民                  | 波多黎各巴亚蒙           | 胡安·拉蒙·樓布里埃爾體育場   | 22,000   | 2011     | 2012     | 解散                             |
| 奧克拉荷馬城閃電              | 奧克拉荷馬州育空         | 米勒體育場                   | 6,000    | 2016     | 解散     |                                  |
| 聖安東尼奧蠍子                | 德克薩斯州聖安東尼奧     | 豐田球場                     | 8,296    | 2012     | 2015     | 解散                             |
| 舊金山三角洲                  | 加利福尼亞州舊金山       | 凱札爾體育場                 | 10,000   | 2017     | 解散     |                                  |
| 坦帕灣暴徒                    | 佛羅里達州聖彼德斯堡     | 阿爾伯特·朗體育場            | 7,227    | 2010     | 2016     | 加入USLC                         |

1. 1 2 3 4 5 6  共享設施;非專業足球場
2. ↑  棒球場體育場
3. ↑  專業足球場
4. ↑  Redesigned ballpark for permanent soccer use

## 著名球员
- 罗纳尔多，2015年加盟羅德岱堡前鋒。
- 劳尔·冈萨雷斯·布兰科，2014年加盟纽约宇宙。

## 外部連結
- 官方网站